# Królowy Most
Królowy Most är en by i det administrativa distriktet Gródek i Powiat Białystok i Podlasiens vojvodskap i nordöstra Polen. Byn är belägen drygt 20 kilometer öst om Białystok.

## Historia

### Henning von Tresckow
Henning von Tresckow (1901–1944) var en tysk generalmajor som tillhörde de sammansvurna vid 20 juli-attentatet mot Adolf Hitler år 1944. När han fick veta att attentatet misslyckats och kuppförsöket kvästs, vandrade han ut i ett skogsområde i Królowy Most och sprängde sig själv till döds med en handgranat.